# Vacchellia baltoroi
Vacchellia baltoroi är en spindelart som beskrevs av Lodovico di Caporiacco 1935. Vacchellia baltoroi ingår i släktet Vacchellia och familjen snabblöparspindlar. Inga underarter finns listade i Catalogue of Life.